# Лазо Колевски
Лазо Колевски Лавски (Мрзеново, код Велеса, 1918 — близина Плетвара, код Прилепа, 2. март 1942), био је учесник Народноослободилачке борбе и народни херој Југославије.

## Биографија
Рођен је 1918. године у селу Мрзенову код Велеса, у сиромашној породици. Основну школу завршио је у Прилепу. Кад му је умрла мајка, са оцем се преселио у Прилеп. Отац му је радио као надничар, а он као пекарски радник. Године 1935. прешао је у Градско, где је такође радио у пекари. Прве контакте са припадницима револуционарног покрета успоставио је у Велесу. У току 1937. и 1938. године радио је као надничар у Београду.
Једно време је радио као келнер. Тада је приступио УРС-овим синдикатима и почео организовано да ради. Учествовао је у многим демонстрацијама. Стално је био у друштву са прилепским комунистима, нарочито са Кузманом Јосифовским. Током 1939. године био је изузетно активан у УРС-овим синдикатима и КУД-у „Абрашевић“. Учествовао је у Илинденској демонстрацији 1940. године.
Месец дана касније, полиција им је запленила „Пролетер“ и други партијски материјал. Лазо је ухапшен само као учесник на саветовању. Иако су га мучили, ништа није признао и после петнаест дана затвора пуштен је на слободу. У то је време већ био члан Комунистичке партије Југославије.
Од првих дана капитулације југословенске краљевске војске, био је члан војне комисије при Месном комитету КПЈ, са задатком да прикупља оружје. Једно скровиште оружја налазило се и у његовој кући. Крајем августа 1941. године, добио је од Месног комитета задатак да испита тунел испод планине Бабуне, за којег се планирало да једног дана буде миниран. С њим су још била тројица комуниста. Код тунела су наишли на бугарског стражара и убили га, али су и остали чувари почели да пуцају по њима. Лазо и другови морали су да се повуку са једном заплењеном пушком.
13. септембра 1941. године, Лазо се налазио у Првој прилепској партизанској чети на Селечкој планини код Прилепа. Укључењем чете Прилепском партизанском одреду „Гоце Делчев“ и Колевски је постао борцем одреда. Дана 25. октобра 1941. године, постао је заменик команданта одреда. На првом партизанском митингу, 7. новембра 1941. године, држао је политички говор пред сељацима. После растурања одреда, у јануару и фебруару био је илегалац и радио је припремама за одлазак у нови партизански одред у пролеће исте године. Често је обилазио околна села и организовао добровољце за нови партизански одред, који је требало тек основати.
Другог марта 1942. године, враћао се, заједно са Борком Талеским, из Кавадараца и код места Плетвара код Прилепа, наишао на непријатељску заседу. Покушали су да се пробију, али су обојица погинули у борби.
Указом председника Федеративне Народне Републике Југославије Јосипа Броза Тита, 9. октобра 1953. године, проглашен је за народног хероја.